# Abierto Mexicano Telcel
Abierto Mexicano Telcel är en tennisturnering för herrar som spelas i Acapulco i Mexiko. Turneringen är en del av ATP 500 på ATP-touren. Fram till 2020 spelades turneringen även för damer och var en del av och WTA International på WTA-touren. 
Turneringen har varit en del av ATP-touren sedan 1993 och WTA-touren mellan 2001 och 2020. Den spelas utomhus på hard court och har tidigare spelats på grus. Turneringen spelades i Mexico City mellan 1993 och 1998, återigen 2000, innan den flyttades till Acapulco 2001.

## Resultat

### Herrsingel
| År          | Mästare                | Finalist                    | Resultat                |
| ----------- | ---------------------- | --------------------------- | ----------------------- |
| ↓ ATP 250 ↓ |                        |                             |                         |
| 1993        | Thomas Muster          | Carlos Costa                | 6–2, 6–4                |
| 1994        | Thomas Muster (2)      | Roberto Jabali              | 6–3, 6–1                |
| 1995        | Thomas Muster (3)      | Fernando Meligeni           | 7–6(7–4), 7–5           |
| 1996        | Thomas Muster (4)      | Jiří Novák                  | 7–6(7–3), 6–2           |
| 1997        | Francisco Clavet       | Joan Albert Viloca          | 6–4, 7–6(9–7)           |
| 1998        | Jiří Novák             | Xavier Malisse              | 6–3, 6–3                |
| 1999        | Spelades inte          | Spelades inte               | Spelades inte           |
| ↓ ATP 500 ↓ |                        |                             |                         |
| 2000        | Juan Ignacio Chela     | Mariano Puerta              | 6–4, 7–6(7–4)           |
| 2001        | Gustavo Kuerten        | Galo Blanco                 | 6–4, 6–2                |
| 2002        | Carlos Moyá            | Fernando Meligeni           | 7–6(7–4), 7–6(7–4)      |
| 2003        | Agustín Calleri        | Mariano Zabaleta            | 7–5, 3–6, 6–3           |
| 2004        | Carlos Moyá (2)        | Fernando Verdasco           | 6–3, 6–0                |
| 2005        | Rafael Nadal           | Álbert Montañés             | 6–1, 6–0                |
| 2006        | Luis Horna             | Juan Ignacio Chela          | 7–6(8–6), 6–4           |
| 2007        | Juan Ignacio Chela (2) | Carlos Moyá                 | 6–3, 7–6(7–2)           |
| 2008        | Nicolás Almagro        | David Nalbandian            | 6–1, 7–6(7–1)           |
| 2009        | Nicolás Almagro (2)    | Gaël Monfils                | 6–4, 6–4                |
| 2010        | David Ferrer           | Juan Carlos Ferrero         | 6–3, 3–6, 6–1           |
| 2011        | David Ferrer (2)       | Nicolás Almagro             | 7–6(7–4), 6–7(2–7), 6–2 |
| 2012        | David Ferrer (3)       | Fernando Verdasco           | 6–1, 6–2                |
| 2013        | Rafael Nadal (2)       | David Ferrer                | 6–0, 6–2                |
| 2014        | Grigor Dimitrov        | Kevin Anderson              | 7–6(7–1), 3–6, 7–6(7–5) |
| 2015        | David Ferrer (4)       | Kei Nishikori               | 6–3, 7–5                |
| 2016        | Dominic Thiem          | Bernard Tomic               | 7–6(8–6), 4–6, 6–3      |
| 2017        | Sam Querrey            | Rafael Nadal                | 6–3, 7–6(7–3)           |
| 2018        | Juan Martín del Potro  | Kevin Anderson              | 6–4, 6–4                |
| 2019        | Nick Kyrgios           | Alexander Zverev            | 6–3, 6–4                |
| 2020        | Rafael Nadal (3)       | Taylor Fritz                | 6–3, 6–2                |
| 2021        | Alexander Zverev       | Stefanos Tsitsipas          | 6–4, 7–6(7–3)           |
| 2022        | Rafael Nadal (4)       | Cameron Norrie              | 6–4, 6–4                |
| 2023        | Alex de Minaur         | Tommy Paul                  | 3–6, 6–4, 6–1           |
| 2024        | Alex de Minaur (2)     | Casper Ruud                 | 6–4, 6–4                |
| 2025        | Tomáš Macháč           | Alejandro Davidovich Fokina | 7–6(8–6), 6–2           |

### Damsingel
| År                | Mästare             | Finalist               | Resultat            |
| ----------------- | ------------------- | ---------------------- | ------------------- |
| ↓ Tier III ↓      |                     |                        |                     |
| 2001              | Amanda Coetzer      | Jelena Dementieva      | 2–6, 6–1, 6–2       |
| 2002              | Katarina Srebotnik  | Paola Suárez           | 6–7(1–7), 6–4, 6–2  |
| 2003              | Amanda Coetzer (2)  | Mariana Díaz Oliva     | 7–5, 6–3            |
| 2004              | Iveta Benešová      | Flavia Pennetta        | 7–6(7–5), 6–4       |
| 2005              | Flavia Pennetta     | Ľudmila Cervanová      | 3–6, 7–5, 6–3       |
| 2006              | Anna-Lena Grönefeld | Flavia Pennetta        | 6–1, 4–6, 6–2       |
| 2007              | Émilie Loit         | Flavia Pennetta        | 7–6(7–0), 6–4       |
| 2008              | Flavia Pennetta (2) | Alizé Cornet           | 6–0, 4–6, 6–1       |
| ↓ International ↓ |                     |                        |                     |
| 2009              | Venus Williams      | Flavia Pennetta        | 6–1, 6–2            |
| 2010              | Venus Williams (2)  | Polona Hercog          | 2–6, 6–2, 6–3       |
| 2011              | Gisela Dulko        | Arantxa Parra Santonja | 6–3, 7–6(7–5)       |
| 2012              | Sara Errani         | Flavia Pennetta        | 5–7, 7–6(7–2), 6–0  |
| 2013              | Sara Errani (2)     | Carla Suárez Navarro   | 6–0, 6–4            |
| 2014              | Dominika Cibulková  | Christina McHale       | 7–6(7–3), 4–6, 6–4  |
| 2015              | Timea Bacsinszky    | Caroline Garcia        | 6–3, 6–0            |
| 2016              | Sloane Stephens     | Dominika Cibulková     | 6–4, 4–6, 7–6(7–5)  |
| 2017              | Lesia Tsurenko      | Kristina Mladenovic    | 6–1, 7–5            |
| 2018              | Lesia Tsurenko (2)  | Stefanie Vögele        | 5–7, 7–6(7–2), 6–2  |
| 2019              | Wang Yafan          | Sofia Kenin            | 2–6, 6–3, 7–5       |
| 2020              | Heather Watson      | Leylah Annie Fernandez | 6–4, 6–7(8–10), 6–1 |

### Herrdubbel
| År          | Mästare                                  | Finalister                            | Resultat                   |
| ----------- | ---------------------------------------- | ------------------------------------- | -------------------------- |
| ↓ ATP 250 ↓ |                                          |                                       |                            |
| 1993        | Leonardo Lavalle Jaime Oncins            | Horacio de la Peña Jorge Lozano       | 7–6, 6–4                   |
| 1994        | Francisco Montana Bryan Shelton          | Luke Jensen Murphy Jensen             | 6–3, 6–4                   |
| 1995        | Javier Frana Leonardo Lavalle (2)        | Marc-Kevin Goellner Diego Nargiso     | 7–5, 6–3                   |
| 1996        | Donald Johnson Francisco Montana (2)     | Nicolás Pereira Emilio Sánchez        | 6–2, 6–4                   |
| 1997        | Nicolás Lapentti Daniel Orsanic          | Luis Herrera Mariano Sánchez          | 4–6, 6–3, 7–6              |
| 1998        | Jiří Novák David Rikl                    | Daniel Orsanic David Roditi           | 6–4, 6–2                   |
| 1999        | Spelades inte                            | Spelades inte                         | Spelades inte              |
| ↓ ATP 500 ↓ |                                          |                                       |                            |
| 2000        | Byron Black Donald Johnson (2)           | Gastón Etlis Martín Rodríguez         | 6–3, 7–5                   |
| 2001        | Donald Johnson (3) Gustavo Kuerten       | David Adams Martín García             | 6–3, 7–6(7–5)              |
| 2002        | Bob Bryan Mike Bryan                     | Martin Damm David Rikl                | 6–1, 3–6, [10–2]           |
| 2003        | Mark Knowles Daniel Nestor               | David Ferrer Fernando Vicente         | 6–3, 6–3                   |
| 2004        | Bob Bryan (2) Mike Bryan (2)             | Juan Ignacio Chela Nicolás Massú      | 6–2, 6–3                   |
| 2005        | David Ferrer Santiago Ventura            | Jiří Vaněk Tomáš Zíb                  | 4–6, 6–1, 6–4              |
| 2006        | František Čermák Leoš Friedl             | Potito Starace Filippo Volandri       | 7–5, 6–2                   |
| 2007        | Potito Starace Martín Vassallo Argüello  | Lukáš Dlouhý Pavel Vízner             | 6–0, 6–2                   |
| 2008        | Oliver Marach Michal Mertiňák            | Agustín Calleri Luis Horna            | 6–2, 6–7(3–7), [10–7]      |
| 2009        | František Čermák (2) Michal Mertiňák (2) | Łukasz Kubot Oliver Marach            | 4–6, 6–4, [10–7]           |
| 2010        | Łukasz Kubot Oliver Marach (2)           | Fabio Fognini Potito Starace          | 6–0, 6–0                   |
| 2011        | Victor Hănescu Horia Tecău               | Marcelo Melo Bruno Soares             | 6–1, 6–3                   |
| 2012        | David Marrero Fernando Verdasco          | Marcel Granollers Marc López          | 6–3, 6–4                   |
| 2013        | Łukasz Kubot (2) David Marrero (2)       | Simone Bolelli Fabio Fognini          | 7–5, 6–2                   |
| 2014        | Kevin Anderson Matthew Ebden             | Feliciano López Max Mirnyj            | 6–3, 6–3                   |
| 2015        | Ivan Dodig Marcelo Melo                  | Mariusz Fyrstenberg Santiago González | 7–6(7–2), 5–7, [10–3]      |
| 2016        | Treat Huey Max Mirnyj                    | Philipp Petzschner Alexander Peya     | 7–6(7–5), 6–3              |
| 2017        | Jamie Murray Bruno Soares                | John Isner Feliciano López            | 6–3, 6–3                   |
| 2018        | Jamie Murray (2) Bruno Soares (2)        | Bob Bryan Mike Bryan                  | 7–6(7–4), 7–5              |
| 2019        | Alexander Zverev Mischa Zverev           | Austin Krajicek Artem Sitak           | 2–6, 7–6(7–4), [10–5]      |
| 2020        | Łukasz Kubot (3) Marcelo Melo (2)        | Juan Sebastián Cabal Robert Farah     | 7–6(8–6), 6–7(4–7), [11–9] |
| 2021        | Ken Skupski Neal Skupski                 | Marcel Granollers Horacio Zeballos    | 7–6(7–3), 6–4              |
| 2022        | Feliciano López Stefanos Tsitsipas       | Marcelo Arévalo Jean-Julien Rojer     | 7–5, 6–4                   |
| 2023        | Alexander Erler Lucas Miedler            | Nathaniel Lammons Jackson Withrow     | 7–6(11–9), 7–6(7–3)        |
| 2024        | Hugo Nys Jan Zieliński                   | Santiago González Neal Skupski        | 6–3, 6–2                   |
| 2025        | Christian Harrison Evan King             | Sadio Doumbia Fabien Reboul           | 6–4, 6–0                   |

### Damdubbel
| År   | Mästare                                                    | Finalister                                             | Resultat               |
| ---- | ---------------------------------------------------------- | ------------------------------------------------------ | ---------------------- |
| 2001 | María José Martínez Sánchez Anabel Medina Garrigues        | Virginia Ruano Pascual Paola Suárez                    | 6–4, 6–7(5–7), 7–5     |
| 2002 | Virginia Ruano Pascual Paola Suárez                        | Tina Križan Katarina Srebotnik                         | 7–5, 6–1               |
| 2003 | Émilie Loit Åsa Svensson                                   | Petra Mandula Patricia Wartusch                        | 6–3, 6–1               |
| 2004 | Lisa McShea Milagros Sequera                               | Olga Blahotová Gabriela Navrátilová                    | 2–6, 7–6(7–5), 6–4     |
| 2005 | Alina Jidkova Tatiana Perebijnis                           | Rosa María Andrés Rodríguez Conchita Martínez Granados | 7–5, 6–3               |
| 2006 | Anna-Lena Grönefeld Meghann Shaughnessy                    | Shinobu Asagoe Émilie Loit                             | 6–1, 6–3               |
| 2007 | Lourdes Domínguez Lino Arantxa Parra Santonja              | Émilie Loit Nicole Pratt                               | 6–3, 6–3               |
| 2008 | Nuria Llagostera Vives María José Martínez Sánchez (2)     | Iveta Benešová Petra Cetkovská                         | 6–2, 6–4               |
| 2009 | Nuria Llagostera Vives (2) María José Martínez Sánchez (3) | Lourdes Domínguez Lino Arantxa Parra Santonja          | 6–4, 6–2               |
| 2010 | Polona Hercog Barbora Záhlavová-Strýcová                   | Sara Errani Roberta Vinci                              | 2–6, 6–1, [10–2]       |
| 2011 | Marija Koryttseva Ioana Raluca Olaru                       | Lourdes Domínguez Lino Arantxa Parra Santonja          | 3–6, 6–1, [10–4]       |
| 2012 | Sara Errani Roberta Vinci                                  | Lourdes Domínguez Lino Arantxa Parra Santonja          | 6–2, 6–1               |
| 2013 | Lourdes Domínguez Lino (2) Arantxa Parra Santonja (2)      | Catalina Castaño Mariana Duque Mariño                  | 6–4, 7–6(7–1)          |
| 2014 | Kristina Mladenovic Galina Voskoboeva                      | Petra Cetkovská Iveta Melzer                           | 6–3, 2–6, [10–5]       |
| 2015 | Lara Arruabarrena María Teresa Torró Flor                  | Andrea Hlaváčková Lucie Hradecká                       | 7–6(7–2), 5–7, [13–11] |
| 2016 | Anabel Medina Garrigues (2) Arantxa Parra Santonja (3)     | Kiki Bertens Johanna Larsson                           | 6–0, 6–4               |
| 2017 | Darija Jurak Anastasia Rodionova                           | Mariana Duque Mariño Verónica Cepede Royg              | 6–3, 6–2               |
| 2018 | Tatjana Maria Heather Watson                               | Kaitlyn Christian Sabrina Santamaria                   | 7–5, 2–6, [10–2]       |
| 2019 | Viktoryja Azaranka Zheng Saisai                            | Desirae Krawczyk Giuliana Olmos                        | 6–1, 6–2               |
| 2020 | Desirae Krawczyk Giuliana Olmos                            | Kateryna Bondarenko Sharon Fichman                     | 6–3, 7–6(7–5)          |